# Бій біля річки Тенару
Бій біля річки Тенару, іноді також називають Бій біля річки Ілу або Бій в бухті Алігатор, відбувся 21 серпня 1942 року на острові Гуадалканал між арміями Імператорської Японії і Союзників (головним чином морською піхотою США) під час Другої світової війни. Цей бій був першим великим сухопутним наступом японців під час Гуадалканальской кампанії.
В бою морська піхота США під командуванням генерал-майора Александера Вандегріфта успішно відбила атаку «Першого елементу» полку «Ітікі» під командуванням полковника Кіенао Ітікі. Морські піхотинці обороняли периметр навколо мису Лунга, де знаходився аеродром Гендерсон-філд, який був захоплений військами союзників під час висадки на Гуадалканал 7 серпня. Підрозділ Ітікі був направлений на Гуадалканал у відповідь на висадку Союзників з метою повернення аеродрому і вибити противника з острову.
Недооцінивши сили контингенту Союзників на Гуадалканалі, який до того часу налічував близько 11 000 осіб, полк Ітікі пішов у фронтальну нічну атаку на позиції морських піхотинців в бухті Аллігатор на східній стороні периметра Лунга. Атака Ітікі була відбита з великими втратами для атакуючих. На світанку морські піхотинці контратакували залишки солдат Ітікі, вбивши більшість з них. В результаті всі японські солдати, крім 128 із початкової кількості 917 осіб підрозділу Ітікі, загинули в бою.
Бій був першим із трьох великих сухопутних наступів японської армії під час битви за Гуадалканал. Після бою біля річки Тенару японці зрозуміли, що сили Союзників на Гуадалканалі значно більші і сильніші, ніж вони вважали раніше, і в майбутньому на острів відправляли набагато більші сили з метою повернення аеродрому Гендерсон-філд.

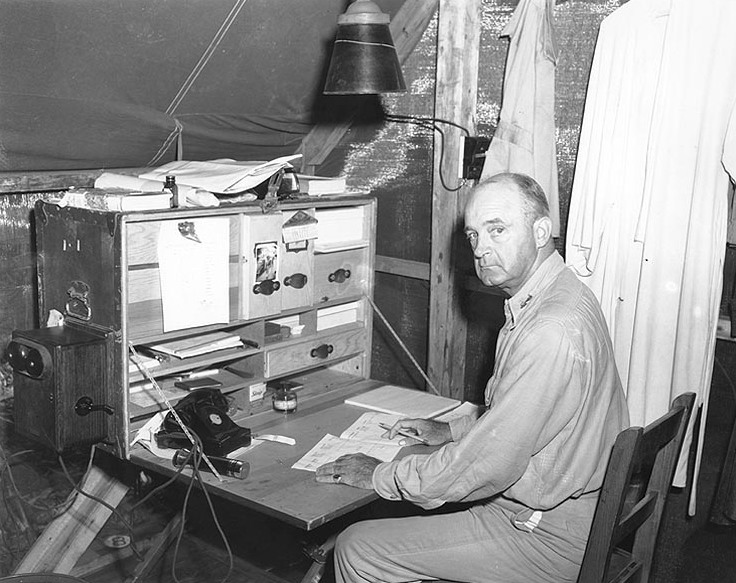
Генерал-майор Александер Вандергріфт, 1942

## Передісторія
7 серпня 1942 року війська союзників (в основному США) висадились на островах Гуадалканал, Тулагі і Флоридських островах. Висадка Союзників була здійснена з метою завадити Японії використовувати острови як військові бази для загрози шляхам постачання між США і Австралією. До того ж вони планувались як відправна точка в кампанії з кінцевою метою ізоляції головної японської бази в Рабаулі. Операція також дала підтримку Союзникам в кампаніях на Новій Гвінеї. Висадка поклала початок шестимісячної кампанії на Гуадалканалі.
Неочікувано для японських військ на світанку 8 серпня їх атакували війська Союзників, головним чином американська морська піхота, яка висадилася на Тулагі і найближчих островах, а також біля аеродрому, який будували японці, поблизу мису Лунга на Гуадалканалі (пізніше добудованого і названого Гендерсон-філд). Наступної ночі, під час завантаження транспортів, артилерійські кораблі Союзників, що прикривали транспорти, були атаковані японськими військовими кораблями в складі семи крейсерів і одного ескадренного міноносця під командуванням віце-адмірала Гун'їті Мікави. Три американські і один австралійський крейсери потонули, ще один американський крейсер і два есмінці отримали важкі пошкодження в бою біля острова Саво. Тернер відвів всі інші кораблі Союзників, що залишились, ввечері 9 серпня, не завершивши розвантаження важкого озброєння, продовольства і військ з транспортів, але більша частина артилерії була вивантажена, включаючи 32-і 75-мм і 105-мм гаубиці. Було вивантажено продовольства лише на п'ять діб.
Морські піхотинці на Гуадалканалі з самого початку прийнялись за створення периметру оборони навколо аеродрому, переміщенням постачання і матеріалів в середину периметру, і завершенням будівництва аеродрому. Вандергріфт розмістив 11 000 солдат під своїм командуванням на Гуадалканалі в замкнутому периметрі навколо мису Лунга. За чотири дні інтенсивної роботи постачання було переміщено з місця висадки в межі периметру. Роботи по добудові аеродрому почались негайно, головним чином за допомогою захопленого у японців обладнання. 12 серпня аеродром отримав назву Гендерсон-філд на честь майора Лофтона Гендерсона, пілота морської піхоти, який загинув в Битві за Мідвей. Захоплені японські склади збільшили загальну кількість продовольства до 14 діб. Щоб зберегти запаси, Союзники обмежились двохразовим харчуванням.

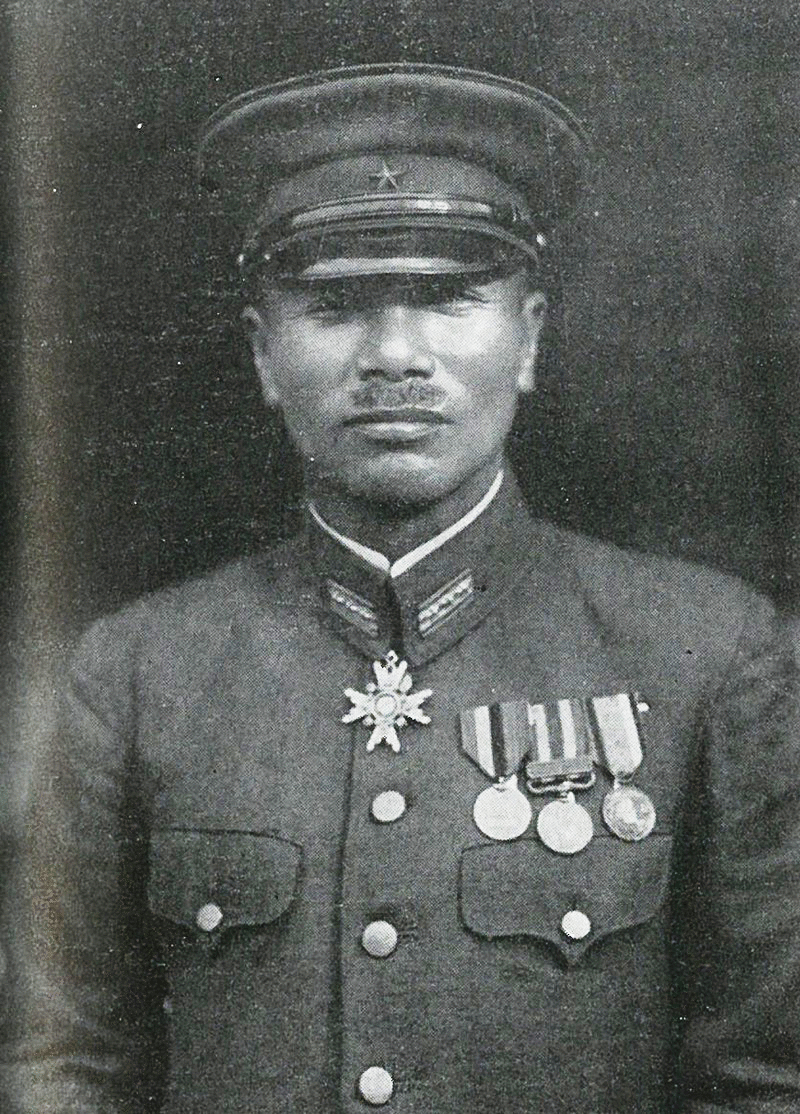
Японський полковник Кіенао Ітікі, командир 28-го піхотного полку.

У відповідь на висадку Союзників на Гуадалканалі, Генеральний штаб Збройних сил Японії відправив 17-у армію, корпус зі штаб-квартирою в Рабаулі під командуванням генерал-лейтенанта Харукіті Хякутаке, поставивши завдання повернути Гуадалканал. На цей момент 17-а армія, задіяна в японській кампанії в Новій Гвінеї, мала в розпорядженні тільки декілька підрозділів для перекидання на Південні Соломонові острови. З числа цих доступних підрозділів була 35-а піхотна бригада під командуванням генерал-майора Кіетаке Кавагуті, що була розквартирована в Палау, 4-й піхотний полк, що знаходився на Філіппінах і 28-й піхотний полк під командуванням полковника Кіенао Ітікі, який направлявся в Японію з Гуама. Ці підрозділи відразу почали передислокацію на Гуадалканал, але полк Ітікі, який знаходився ближче за все, прибув першим.
Повітряна розвідка позицій морської піхоти США на Гуадалканалі 12 серпня повідомила, що спостерігала тільки невелику кількість солдатів, а в прибережних водах не було великих кораблів супротивника, завіривши Генеральний штаб, що Союзники відвели більшу частину своїх військ. Насправді жодний підрозділ Союзників не був відведений з острова. Хякутаке видав наказ про відправлення швидкими судами підрозділу з 900 солдатів полку Ітікі для висадки на Гуадалканалі для термінової атаки позицій Союзників і захоплення аеродрому поблизу миса Лунга. Залишки солдатів полку Ітікі повинні були бути доставлені на Гуадалканал більш повільними суднами пізніше. На головній військово-морській базі на острові Трук, яка була відправною точкою для доставки полку Ітікі на Гуадалканал, полковнику Ітікі було повідомлено, що 2 000 — 10 000 американських солдатів утримують береговий плацдарм на Гуадалканалі і «уникають лобових атак».
Ітікі і 916 солдатів його полку із 2 300, які отримали назву «Перший елемент» і запаслись харчами на сім днів, були успішно висаджені на мис Тайва в 35 кілометрах (22 милі) на схід від мису Лунга на шести есмінцях в 01.00 19 серпня.
Залишивши близько 100 солдатів в ар'єргарді, Ітікі попрямував на захід з 800 солдатів свого підрозділу і розбив табір в 14 кілометрах (9 миль) на схід від периметру Лунга. Морські піхотинці на мисі Лунга отримали розвідувальні дані про висадку японців і вжили заходів, щоб з'ясувати точно, що відбулося.

## Перед боєм

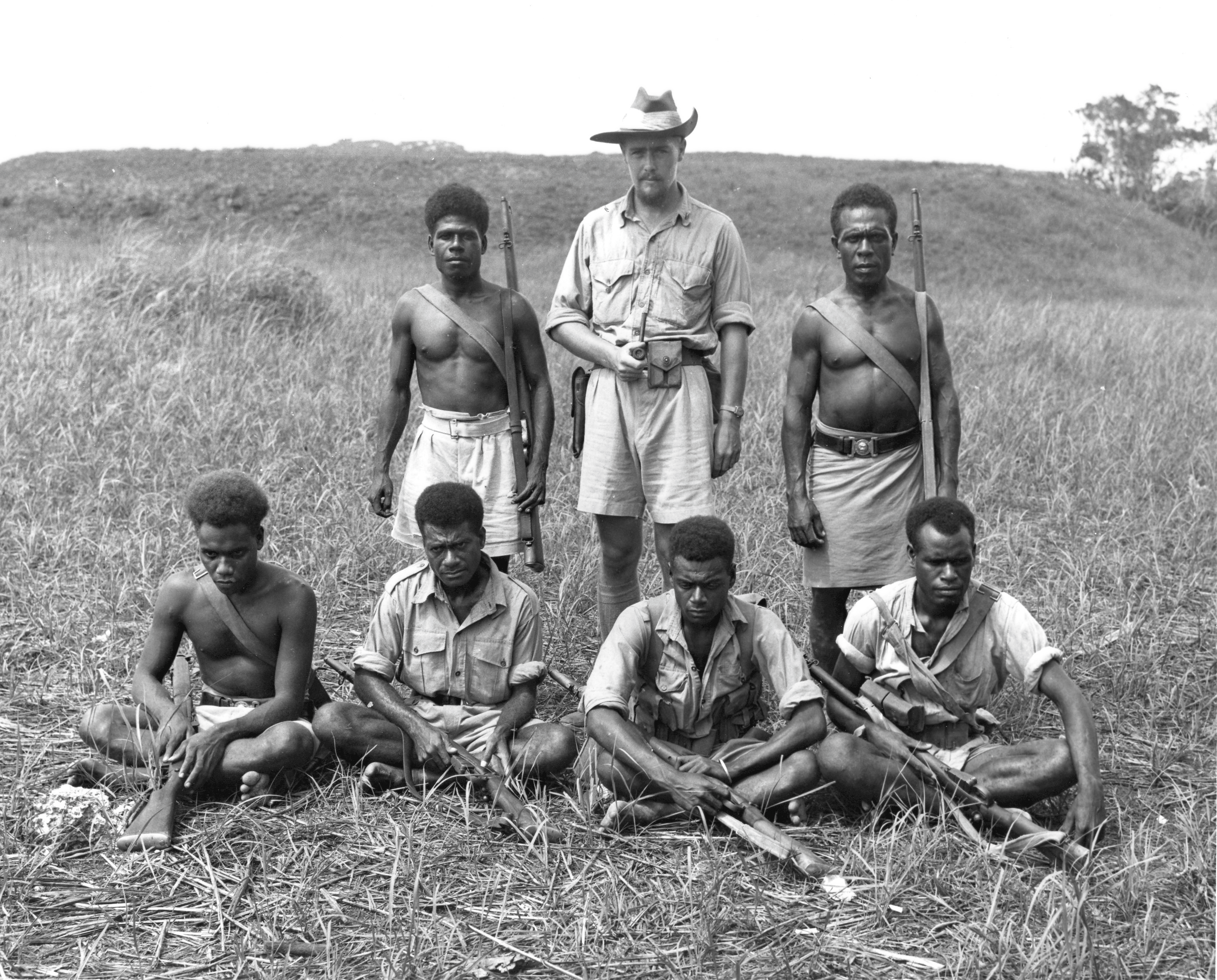
Районний офіцер Протектората Британських Соломонових островів і береговий спостерігач Мартін Клеменс (стоїть в центрі) з поліцейськими Соломонових островів, які служили розвідниками і провідниками сил Союзників під час Гуадалканальської кампанії.

Повідомлення військам Союзників від патрулів жителів Соломонових островів, включаючи відставного сержант-майора Чарльза С. Воузи із національної поліції, якою керував Мартін Клеменс, береговий спостерігач і офіцер Сил самооборони Протекторату Британських Соломонових островів (BSIPDF), а також розвідувальні дані, отримані з інших джерел, повідомляли про наявність скупчення японських солдатів на схід від мису Лунга. Для отримання додаткової інформації 19 серпня був відправлений патруль морської піхоти в кількості 60 солдатів і чотирьох місцевих провідників під командуванням капітана Чарльза Х. Браша, який попрямував на схід від периметру Лунга.
В той самий час Ітікі відправив вперед патруль з 38-ми солдатів під командуванням офіцера зв'язку для визначення місця розташування солдатів Союзників і установки пункту зв'язку. Близько 12.00 19 серпня біля мису Колі, патруль Браша виявив японський патруль і організував засідку, вбивши всіх, крім п'яти осіб, які повернулись на Тайву. Морські піхотинці втратили трьох вбитими і трьох пораненими. Документи, які виявили у деяких вбитих офіцерів японського патруля, вказували, що вони належали до значно більших підрозділів і в них були карти з позначенням позицій морської піхоти біля мису Лунга. Документи, проте, не давали чіткої інформації про чисельність японських військ і чи планували вони атаку.
Тепер, очікуючи нападу зі східної сторони, американські морські піхотинці під командуванням генерала Вандегріфа почали укріплювати оборонні позиції в східній частині периметру Лунга. Деякі офіційні американські історики ідентифікували місцевість, де знаходився східний кордон оборони периметру Лунга як берег річки Тенару. Проте річка Тенару знаходилась набагато східніше. Річка, яка сформувала східний кордон оборони периметру Лунга в дійсності була річкою Ілу, або, як називали місцеві жителі, бухтою Алігатор. Бухта Алігатор в дійсності була не річкою, а лагуною, що була утворена припливно-відпливними хвилями, відділена від океану косою від 7 до 15 метрів шириною і 30 метрів довжиною.
Полковник Кліфтон Б. Гейтс. Командир 1-го полку морської піхоти, розмістив свої 1-й і 2-й батальйони вздовж західного берега бухти Алігатор Для зміцнення оборони на косі бухти Алігатор Гейтс направив 100 осіб із 1-го батальйону спеціального озброєння з 37 мм протитанковими гарматами з картеччю. Дивізійна артилерія морської піхоти, в яку входили 75 мм і 105 мм гаубиці, була націлена на східну сторону і косу бухти Алігатор, а артилерійські спостерігачі розмістились на передових позиціях морської піхоти. Морські піхотинці працювали цілий день 20 серпня, готуючи оборону, завершивши більшу частину робіт до смеркання. Дізнавшись про знищення свого патруля, Ітікі швидко вислав вперед роту, щоб поховати вбитих, і вирушив з рештою солдатів. Які йшли всю ніч 19 серпня і зупинились на відпочинок тільки в 04.30 20 серпня всього в кількох милях від позицій морської піхоти східної сторони периметру Лунга. В цій точці він приготувався атакувати війська Союзників при настанні темряви.

## Хід бою

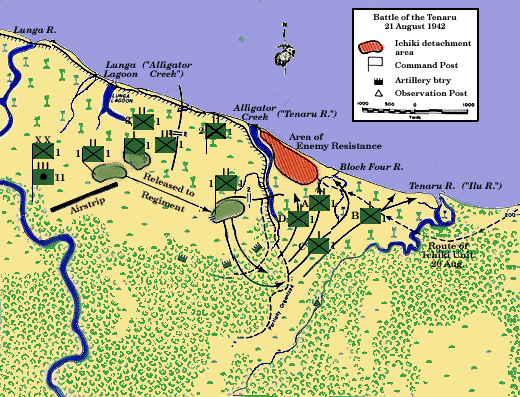
Карта бою 21 серпня.

Одразу після півночі 21 серпня головний загін Ітікі підійшов до східного берега бухти Алігатор і неочікувано для себе виявив позиції американської морської піхоти, не припускаючи, що вони можуть виявитися так далеко від аеродрому. Морські піхотинці, що знаходились на передових позиціях, почули дзвінкі звуки, людські голоси та інші звуки з протилежної сторони бухти. В 01:30 солдати Ітікі відкрили вогонь з кулеметів і мінометів по позиціям морської піхоти на західному березі бухти, і перша хвиля з близько 100 японських солдатів побігла через піщану косу в напрямку до морських піхотинців. Морська піхота відповіла кулеметним вогнем і картеччю з 37-мм гармат, вбивши більшу частину японців, що бігли по косі. Небагато японських солдатів добігли до позицій морської піхоти, вступивши в рукопашний бій із захисниками і захопивши декілька укріплень передньої лінії. Крім того, японський кулеметний і вогонь з рушниць з південної сторони бухти вбив декілька кулеметників американців. Рота морських піхотинців, що знаходилася позаду на позиціях прямо перед передовою, атакувала і вбила більшість, якщо не всіх японських солдатів, що залишилися, з тих, які пробили передню лінію оборони. На цьому і завершилась перша атака Ітікі приблизно через годину після свого початку.
В 02:30 друга хвиля близько 150–200 японських солдатів знову атакувала по піщаній косі і знову була майже повністю знищена. Принаймні один із виживши офіцерів порадили Ітікі відвести солдатів, але Ітікі відмовився.
Війська Ітікі перегрупувалися на східній стороні бухти, японські міномети обстріляли позиції морської піхоти. Американці відповіли вогнем 75-мм гаубиць і мінометів по східному берегу бухти. Близько 05.00 ще одна хвиля японських солдатів, цього разу заходила з флангу позицій морської піхоти зі сторони океану, атакувала берегові позиції на західному кінці коси. В цей раз морська піхота відповіла густим кулеметним вогнем і артилерійським вогнем по атакуючим. Японці знову понесли значні втрати, що заставило їх припинити атаку і відійти на східний берег бухти. В наступні декілька годин обидві сторони обмінювались пострілами з рушниць, кулеметів і артилерії через піщану косу і бухту.
Незважаючи на важкі втрати, загін Ітікі залишився на позиціях на східному березі бухти, можливо не маючи можливості відступити. На світанку 21 серпня командири морських піхотинців США провели нараду і прийняли рішення контратакувати 1-й батальйон 1-го полку морської піхоти під командуванням підполковника Ленарда Б. Крессвела перетнув бухту Алігатор вверху за течією, обійшовши місце битви, оточив солдатів Ітікі з півдня і сходу, відрізав шляхи відступу і почав «зтискати» загін Ітікі на невеликому просторі в кокосовому гаю на східному березі бухти.

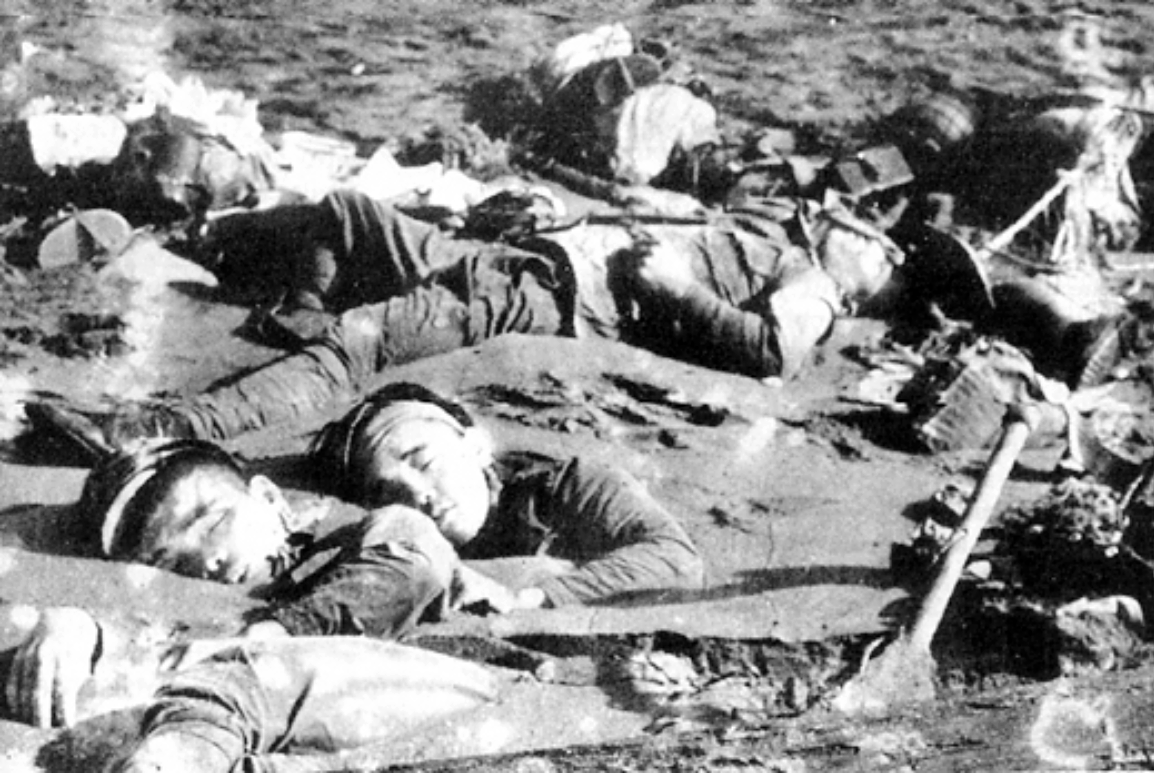
Мертві солдати загону Ітікі, частково занесені піском після припливу на піщаній косі бухти Алігатор після бою.

Літак з Гендерсон-філд обстріляв японських солдатів, які намагались втекти по березі і, до полудня, п'ять танків морської піхоти М3 Stuart атакували по піщаній косі кокосовий гай. Танки обстріляли кокосову рощу кулеметами і картеччю, а потім рушили вперед по тілам, мертвим і живим, і жоден японський солдат не міг від них сховатися. Після завершення танкової атаки Вандегріфт писав, що «те, що було за танками, нагадувало м'ясорубку».
На 17:00 21 серпня опір японців припинився. Полковник Ітікі або загинув в бою, або виконав ритуальне самовбивство (сеппуку) одразу після бою, достовірних даних на цей рахунок немає. Коли допитливі морські піхотинці вирушили оглянути поле бою, деякі з поранених японських солдатів вбили або поранили декілька американців. Після цього морські піхотинці пострілами або ударами штиків пробили всі японські тіла, які виявили, але 15 поранених і в непритомному стані японських солдатів потрапили в полон. Близько 30 японських солдатів, які спаслися, приєдналися до ар'єргарду полку біля мису Тайву.

## Наслідки
Для американців та їх союзників перемога біля річки Тенару стала важливим психологічним фактором для підняття духу солдатів Союзників, після серії поразок від японської армії на Тихому океані та у Східній Азії вони нарешті дізналися, що японські солдати можуть бути переможені в сухопутному бою. Бій біля річки Тенару також встановив прецедент, який визначив подальший хід боїв на Тихому океані, що японські солдати не хотіли здаватися в полон, і навіть важкопоранені або в безнадійному положенні вони продовжували вбивати солдатів Союзників. З цього приводу Александер Вандегріфт писав: «Я ніколи не чув і не читав про такий спосіб бою. Ці люди відмовляються підкорюватися. Вони очікують, коли хтось з наших солдатів підійде перевірити його… і підривають його, себе та своїх товаришів ручною гранатою.» Роберт Лекі, ветеран Гуадалкналу, описує наслідки бою в своїй книзі Helmet For My Pillow, "Вогнем нашого полку було вбито близько 900 японців. Більшість з них лежали купами перед вогневими точками на піщаній косі, ніби вони помирали не по-одному, а великими групами. Між ними снували мисливці за сувенірами. Вони рухались обережно, ніби остерігаючись невідомих пасток, але не припиняли позбавляти мертві тіла від їх майна. "
Бій також справив важкий психологічний вплив на японських солдатів, які вірили у власну непереможність і перевагу духа. 25 серпня більша частина солдат загону Ітікі, які врятувалися, дійшли до мису Тайву і передала радіограму в Рабаул в штаб 17-ї армії, що підрозділ Ітікі було майже повністю знищено недалеко від аеродрому. Офіцери штабу армії відреагували на новину з недовірою, але було прийнято рішення відправити додаткові війська на Гуадалканал для повернення аеродрому. Наступним великим наступом на периметр Лунга стала Битва за хребет Едсона, яка відбулася через три тижні, цього разу японці використали значно більші сили, ніж біля річки Тенару.

## Рекомендована література
- Richter, Don (1992). Where the Sun Stood Still: The Untold Story of Sir Jacob Vouza and the Guadalcanal Campaign. Toucan. ISBN 0-9611696-3-X.
- Tregaskis, Richard (1943). Guadalcanal Diary[en]. Random House. ISBN 0-679-64023-1.